# Игнасио де Лусан Кларамунт де Суелвес и Гуреа
Игнасио де Лусан Кларамунт де Суелвес и Гуреа (шп. Ignacio de Luzán Claramunt de Suelves y Gurrea) (Сарагоса, 28. март 1702 - Мадрид, 19. мај 1754) био је шпански критичар и песник.

## Биографија
Рођен је у Сарагоси. У младости о њему се бринуо ујак и, након студија у Милану, дипломирао је филозофију на Универзитету у Катанији. 1723. године примио је мања наређења, али је напустио своју намеру да уђе у цркву и настанио се у Напуљу, где је марљиво читао. Посао га је одвео у Шпанију 1733. године, живећи у Монсону, а у Мадриду је постао познат као научник са тенденцијом ка иновацијама у књижевности. Дело Поетика, 6 општих правила поезије и њене главне врсте (шп. La Poética, 6 Reglas de la poesia en general y de sus principales especies) (1737) доказало је да је тај утисак био тачан. 
Одмах се рангирао као вођа књижевних реформатора и његова учтива одлучност му је донела поштовање противника. Године 1747. постављен је за секретара шпанске амбасаде у Паризу, а по повратку у Мадрид 1750. године изабран је у Академију поетика доброг укуса (шп. Academia de Poética del Buen Gusto), где је због путовања био познат по надимку Ходочасник (шп. El Peregrino). Постао је шеф ковнице новца и благајник краљевске библиотеке. Преминуо је у Мадриду, након кратке болести, 19. маја 1754.
Лусан није био иницијатор француско-италијанских теорија у Шпанији, али је био њихов најмоћнији експонент, а његова Poética је прави пример деструктивне критике. Дефекти Лопеа де Веге и Калдерона назначени су предостпожном строгошћу, али са конструктивне стране Лусан је изразито слаб, јер он само предлаже да се једна исцрпљена конвенција замени другом. Доктрина драмских јединстава није имала спасоносне врлине које јој је он приписивао, и, иако је успео да протера старије драматичаре из одбора, он и његова школа нису успели да произведу ништа више од осредњих заслуга.
Његове теорије, изведене углавном из Мураторија, у пракси нису биле ефикасне; ипак, имао је успеха са њима, јер су деловале као подстицај партизанима националне традиције.